# Al·lometria de l'arbre

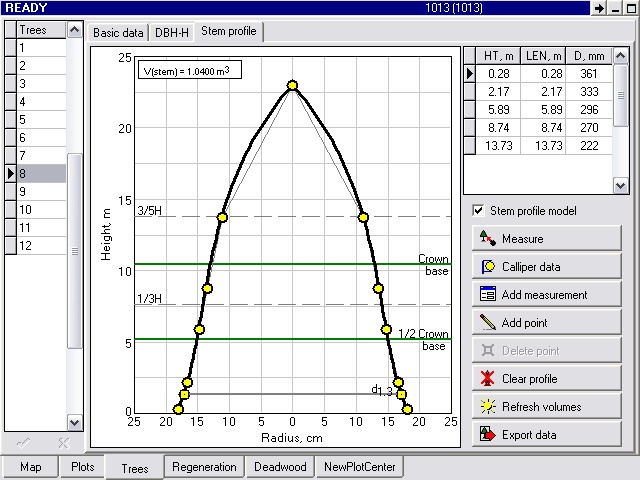
Mesurament del perfil de tija l'equip electrònic (com Field-Map per exemple) s'utilitza per als mesuraments del perfil de la tija i per als mesuraments dels perfils/projeccions de la corona. Aquests mesuraments clau s'utilitzen per a l'estimació del carboni segrestat a les plantes.

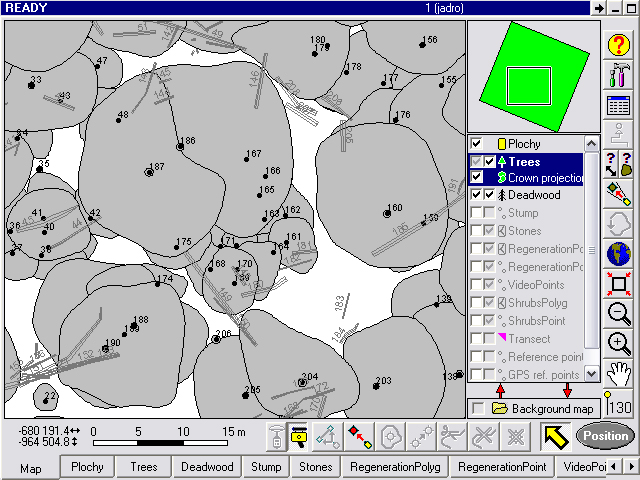
És necessari el mesurament de l'estructura forestal per establir equacions al·lomètriques.

L'al·lometria de l'arbre estableix relacions quantitatives entre algunes dimensions característiques claus dels arbres (normalment bastant fàcils de mesurar) i altres propietats (sovint més difícil d'avaluar). En la mesura que aquestes relacions estadístiques, establertes a partir de mesures detallades sobre una petita mostra d'arbres típics, es mantenen per a altres individus, permeten extrapolacions i estimacions d'una sèrie de quantitats dendromètriques sobre la base d'una única (o com a molt unes poques) mesuraments.
L'estudi de l'al·lometria és extremadament important en el tractament de mesuraments i anàlisi de dades en la pràctica de la silvicultura. L'al·lometria estudia la mida relativa dels òrgans o parts d'organismes. L'al·lometria de l'arbre redueix la definició a aplicacions que impliquen mesuraments del creixement o de la mida dels arbres. Les relacions al·lomètriques sovint s'utilitzen per estimar els mesuraments d'arbres difícils, com el volum, a partir d'un atribut fàcil de mesurar, com el diàmetre a l'alçada de l'home (DAH).
L'ús de l'al·lometria està molt estès en silvicultura i ecologia forestal
L'ús de l'al·lometria està molt estès en silvicultura i ecologia forestal. Per tal de desenvolupar una relació al·lomètrica, hi ha d'haver una relació forta i la capacitat de quantificar aquesta relació entre les parts del subjecte mesurades i les altres quantitats d'interès. També en el desenvolupament d'aquesta equació, s'ha de jugar en factors que afecten el creixement de l'arbre, com l'edat, l'espècie, la ubicació del lloc, etc.Un cop complert totes aquestes directrius, es pot intentar desenvolupar una equació al·lomètrica.

## Avaluació de la biomassa forestal i les reserves de carboni
El 2013, l'Organització de les Nacions Unides per a l'Agricultura i l'Alimentació va llançar GlobAllomeTree Arxivat 2016-01-02 a Wayback Machine., una plataforma basada en la web dissenyada per millorar l'accés global a les equacions al·lomètriques dels arbres i donar suport als desenvolupadors de projectes de boscos i canvi climàtic, investigadors, científics i silvicultors per avaluar el volum forestal i la biomassa, i les reserves de carboni. Desenvolupat conjuntament per la FAO, el Centre d'investigació francès CIRAD i la Universitat de la Tuscia d'Itàlia, la plataforma GlobAllomeTree ofereix una base de dades coherent i harmonitzada d'equacions al·lomètriques de biomassa i volum d'arbres i de massa; programari per comparar equacions i avaluar variables d'interessos, com ara el volum, la biomassa i les reserves de carboni; accés a informació sobre investigacions científiques sobre equacions al·lomètriques; i accés a tutorials, manuals i documentació que donin suport al desenvolupament i ús d'equacions al·lomètriques d'arbres.
El 2012, la FAO i el CIRAD van publicar un manual per a la construcció d'equacions al·lomètriques de volum d'arbres i biomassa per a estudiants, tècnics o investigadors que treballen per avaluar recursos forestals, com ara el volum, la biomassa i les reserves de carboni per a fins comercials, de bioenergia o per mitigar el canvi climàtic.

## Metodologia
El primer que ha de fer és seleccionar un grup d'algun tema (per silvicultura: arbres). A continuació, mireu diversos atributs mesurats fàcilment com el DAH, alçada, espècies, etc. Representa gràficament els resultats i realitza una anàlisi de regressió i transformar algunes de les variables fins que es trobi una regressió correcta.
Hi ha diferents composicions d'espècies arbòries a cada regió del món i la majoria d'aquestes regions tenen almenys una equació que calcula el volum d'arbres a partir del DAH. La investigació i l'aplicació de l'al·lometria forestal s'han concentrat amb el pas del temps per desenvolupar aquestes ràpides equacions per estimar amb precisió la quantitat de volum en què es manté un indret específic del bosc.
L'equació al·lomètrica general per a les matemàtiques i la ciència és
Y = β Xα
on "Y" és una variable biològica (com l'alçada de l'arbre o DAH), "β" és un coeficient de proporcionalitat, "α" és l'exponent d'escala (que és igual al pendent de la línia quan es representa en coordenades logarítmiques), i "X" és una mesura física com el volum corporal o la massa corporal (M) Mentre α és sovint bastant similar entre organismes molt diversos, β difereix d'espècies a espècie. Com que la constant de proporcionalitat (β) i els exponents d'escala (α) sovint es denoten mitjançant lletres gregues, és convenient utilitzar β com a coeficient de proporcionalitat enfront de α, ja que α es podria llegir malament com a símbol de "proporcional".
Una coneguda equació al·lomètrica relaciona la taxa metabòlica amb la massa corporal: Y = βM 3/4.
En silvicultura, l'equació té moltes formes per representar relacions entre els diversos atributs de la mida i el creixement de l'arbre. A continuació es mostra un exemple:
Y = b0 + b1 X